# Stringer Lawrence
Stringer Lawrence (Hereford, 6 de março de 1697 — Londres, 10 de janeiro de 1775) foi um militar (major-general) britânico, o primeiro Comandante-em-chefe da Índia.

## Carreira militar
Lawrence nasceu em Hereford. Entrou para o exército em 1727 e serviu em Gibraltar e Flandres, subsequentemente participando da Batalha de Culloden. Em 1748, com patente de major e reputação de soldado experiente, foi enviado à Índia para comandar as tropas da Companhia Britânica das Índias Orientais. Os planos de Dupleix para a conquista do sul da Índia estavam quase dando resultado, quando não muito após sua chegada ao Forte de São David, Lawrence engajou-se ativamente para impedi-los. Ele frustrou com sucesso um ataque surpresa à Cuddalore, mas foi algum tempo depois capturado por uma patrulha da cavalaria francesa em Ariancopang (Ariyankuppam), próximo a Puducherry, e mantido prisioneiro até o Tratado de Aquisgrão.
Em 1749 ele estava no comando quando Devicota foi capturada. Nessa ocasião, Clive serviu sob seu comando, formando-se a partir daí uma amizade a vida toda. Em certa ocasião, quando Clive se tornou famoso, ele honrou o criador do Exército Indiano, refusando uma espada de honra oferecida a si. Disse que apenas a aceitaria se uma também fosse dada a Lawrence.
Em 1750, Stringer Lawrence retornou à Inglaterra, retornando para a India em 1752. Lá ele encontrou Clive no comando de uma força engajada em ajudar Tiruchirappalli. Como oficial sênior, Lawrence tomou o comando, mas teve o cuidado de dar à Clive cada crédito por sua participação nas operações subseqüentes, que incluíram a libertação de Tiruchirappalli e a rendição de toda a força de cerco francês. Em 1752, comandando uma força inferior, ele derrotou os franceses em Bahur (Behoor), e em 1753 ele novamente ajudou Tiruchirappalli. Nos próximos dezessete meses ele travou várias batalhas para defender as possessões inglesas, finalmente conseguindo um cessar fogo de três meses, que depois foi convertido em um tratado condicional. Ele teve o comando-em-chefe até a chegada do primeiro destacamentos de forças regulares da coroa.
Em 1757, Lawrence serviu nas operações contra Wandiwash, e entre 1758-1859 comandou o Forte São George durante o sítio francês comandado por Lally. Em 1759 problemas de saúde impeliram-no a voltar para a Inglaterra. Terminou seu comando em 1761 como major-general e comandante-em-chefe. Clive suplementou a renda inconsiderável de seu amigo com uma mesada anual de quinhentas libras. Em 1765, Lawrence presidiu o consehlo encarregado de reorganizar o Exército de Madras, aposentando-se no ano seguinte. Morreu em Londres. A Companhia das Índias Orientais Britânica ergue um monumento em sua memória na Abadia de Westminster. Uma estátua dele vestida em uniforme clássico do Exército Romano situa-se no  Ministério do Negócios Estrangeiros e da Commonwealth, e um mirante em sua memória foi erguido em Haldon Hill, próximo a Exeter, Devon. Existe também um memorial à Lawrence próximo a igreja de Dunchideock.